# دمبدف مرادي
دمبدف مرادي (بالفارسية: دمبدف مرادی) هي قرية تقع في البلدة المركزية في إيران. يقدر عدد سكانها بـ 219 نسمة بحسب إحصاء 2016.